# Регби
Ре́гби-15, регби-ю́нион (англ. rugby union, МФА: [ˈrʌɡ.bi ˈjuː.ni.ən]) или просто ре́гби — контактный командный вид спорта, возникший в XIX веке в Англии, один из видов регби-футбола. Игра в регби породила множество смежных видов спорта, среди которых наиболее популярны регбилиг и регби-7. Кроме того, некоторые элементы регби были включены в правила американского и австралийского футбола и их производных. Регбийный матч представляет собой соревнование двух команд, каждая из которых представлена пятнадцатью полевыми игроками. На лицевой линии поля находятся Н-образные ворота, а за лицевыми линиями поля расположены зачётные зоны команд. Основной задачей каждого из соперников является совершение результативных действий, то есть поражение ворот (удар выше перекладины) или занос мяча в зачётную зону оппонента. Правилами допускается касание мяча руками, что и обуславливает главное отличие регби от футбола. При этом на игру руками налагается ограничение: мяч не может быть передан руками вперёд, то есть с приближением к зачётной зоне соперника.
Согласно легенде, основоположником регби является Уильям Уэбб Эллис, учащийся школы города Рагби (Регби). Первый свод правил регби был опубликован учениками школы Рагби в 1845 году. Спустя полвека, в 1895 году конфликт между английским регбийным союзом и рядом клубов из северной части страны привёл к созданию нового вида регби — регбилиг. Причиной разногласий стал запрет союза на финансовое стимулирование спортсменов, вынужденных пропускать воскресные работы ради участия в регбийных матчах. Регби распространился от стран своего происхождения — Великобритании и Ирландии и далее стал популярным видом спорта во многих странах, связанных с Британской империей. Первыми такими странами стали Австралия, Новая Зеландия, Южная Африка и Франция. В число стран, в которых регби стал национальным видом спорта, вошли Фиджи, Грузия, Мадагаскар, Новая Зеландия, Самоа и Тонга.
На протяжении большей части XX века руководящие регбийные органы поддерживали любительский статус игры, но в 1995 году Международный совет регби отменил большую часть ограничений на оплату труда игроков. Таким образом регби, лучшие представители которого уже давно вышли на профессиональный уровень, стало полностью профессиональным и с экономической точки зрения. Международный совет регби (IRB) является ведущим руководящим органом в игре с момента своего создания в 1886 году. Сейчас в регби играют более чем в ста странах по всему миру, а в ряде государств данный вид спорта признан национальным.
Наиболее престижным соревнованием в мире регби считается Кубок мира, который проводится с 1987 года. Данный турнир разыгрывается раз в четыре года, победитель первенства награждается кубком Уэбба Эллиса. Лучшие европейские команды ежегодно участвуют в Кубке шести наций, а сильнейшая команда Южного полушария определяется по итогам розыгрыша Чемпионата регби, также проводимого один раз в год. Международный совет регби в рамках своей классификации подразделяет все страны на три яруса в соответствии с силой их сборных команд. Используется и другой вариант классификации, в котором выделено четыре категории. Сильнейшими клубными турнирами считаются европейские Кубок европейских чемпионов по регби, Про12, а также чемпионаты Англии и Франции. В странах Южного полушария (Австралия, Новая Зеландия, ЮАР) разыгрывается «Супер Регби». В 1900, 1908 и 1920—1924 годах регби входило в официальную программу Олимпийских игр; с 2016 года в неё входит регби-7.

## Правила игры
Игроки передают друг другу мяч, стремясь донести его как можно ближе к зачётной зоне.

### Счёт
Победителем регбийного матча становится команда, набравшая большее число очков, чем соперник. Очки присуждаются за совершение результативных действий:
- попытка (5 очков): игрок атакующей команды заносит мяч в зачётную зону, которая располагается между линией ворот (и включает её) и линией «мёртвого мяча», то есть лицевой линией поля. Попытка засчитывается, если игрок касается мячом земли, удерживая его рукой, или прижимает мяч к земле любой частью руки или корпуса от пояса до шеи включительно. При занесении попытки команда получает право провести её реализацию и заработать дополнительные очки;
- штрафная попытка (7 очков) назначается в случае, если игрок мог совершить попытку, но этого не произошло в силу грубой игры со стороны соперника. Штрафная попытка засчитывается как занесённая по центру ворот, что позволяет легко провести её реализацию;
- реализация (2 очка): команда, занёсшая попытку, может заработать дополнительные очки, совершив реализацию. Один из игроков команды устанавливает мяч напротив места занесения попытки[прим. 5] и пробивает по воротам соперника. Реализация считается успешной, если мяч прошёл между двумя штангами над перекладиной. При этом игроки другой команды должны находиться в своей зачётной зоне;
- штрафной удар (3 очка): за некоторые нарушения правил арбитр встречи может назначить штрафной удар, пенальти. Мяч устанавливается на точке, где произошло нарушение, и один из игроков команды бьёт по воротам. Взятие ворот засчитывается по тем же правилам, что и при реализации попытки;
- дроп-гол (3 очка): если мяч находится в игре, любой участник матча может пробить по воротам. Намеревающийся забить дроп-гол игрок должен уронить мяч на поле и ударить по нему ногой после касания мячом земли — удары «с рук» запрещены.

В процессе развития правил игры ценность каждого результативного действия менялась. К примеру, до 1890 года очки присуждались только за поражение ворот соперника, но не за иные результативные действия.

### Поле
Игра проводится на прямоугольном травяном поле размером 100×70 метров. К линиям, на которых располагаются ворота, примыкают прямоугольные зачётные зоны шириной от 10 до 22 метров. Таким образом, максимальный размер поля составляет 144×70 метров, а наибольшая возможная площадь игровой площадки равна 1,008 гектара. Разметка поля включает ещё несколько линий, параллельных лицевой. Особое значение имеют линия, разделяющая поле пополам, и линии, располагающиеся в 22 метрах от обеих линий ворот.
Регбийные ворота имеют Н-образную форму и состоят из двух вертикальных стоек, располагающихся на расстоянии 5,6 метров друг от друга, и перекладины, которая зафиксирована на высоте 3 метров от земли. Изначально параметры поля вошли в правила в Имперской системе мер, а затем были конвертированы в метрическую.

### Игровое время
Перед началом игры капитаны и главный арбитр проводят жеребьёвку, по итогам которой определяется, какая команда введёт мяч в игру первой. Снаряд вводится в игру ударом ноги, после чего игроки команды, получившей преимущество, пытаются завладеть мячом на половине соперника, в то время как их оппоненты стремятся отвести игру как можно дальше от своей зачётной зоны. Если на игроке с мячом проводится захват, как правило, назначается рак (англ. ruck) — особый эпизод контактной игры, в котором группы из нескольких игроков от каждой команды борются за мяч, находящийся на земле.
Игра проходит в течение двух таймов, продолжающихся по 40 минут чистого времени каждый. Между таймами игроки отдыхают в течение нескольких минут (не более пятнадцати). После перерыва команды обмениваются сторонами поля. Во время пауз, связанных с оказанием игрокам медицинской помощи или судейским советом по тому или иному спорному вопросу, игровое время останавливается. В результате игроки проводят на поле больше 80 минут. Отсчёт игрового времени осуществляется главным арбитром матча. При этом во многих матчах профессионального уровня судье ассистирует хронометрист. Если время заканчивается в момент нахождения мяча в игре, команды продолжают соперничество до тех пор, пока снаряд не станет «мёртвым», то есть не выйдет за пределы поля или не будет передан руками вперёд одним из игроков. Если же игровой эпизод требует от арбитра назначения штрафного или свободного удара, рефери санкционирует необходимое действие, и матч продолжается.
Если в основное время команды сыграли вничью в соревнованиях с выбыванием, то назначается дополнительное время — 2 тайма по 10 минут.

### Атака
Правила игры не допускают как игру вперёд, так и пас вперёд. Другими словами, запрещается большая часть действий, в результате которых мяч передаётся игроку, находящемуся ближе к зачётной зоне соперника, или же осуществляется необоснованное продвижение к зачётной зоне.
Под определение «игры вперёд» подпадают следующие ситуации:
- спортсмен потерял мяч, после чего снаряд отскочил вперёд;
- спортсмен ударил мяч рукой вперёд;
- мяч ударился о руку спортсмена и отскочил вперёд, а затем коснулся земли или другого игрока.

Однако если мяч перемещается вперёд в результате блокировки снаряда во время удара по нему соперника или сразу же после этого, то игра вперёд не засчитывается. Пас вперёд имеет место, если спортсмен совершил бросок или передачу мяча вперёд руками. Исключение составляет отскок вперёд, когда мяч оказывается впереди после отскока от игрока или от земли.
Ненамеренное нарушение правил относительно игры или паса вперёд ведёт к назначению схватки в месте нарушения. Если указанные правила нарушаются в момент розыгрыша коридора, схватка назначается в 15 метрах от боковой линии. Если в результате паса или игры вперёд мяч оказывается в зачётной зоне соперника и становится «мёртвым», арбитр также назначает схватку в месте нарушения. В том случае, когда игра или пас вперёд имеют место непосредственно в зачётной зоне, схватка назначается в 5 метрах от линии ворот напротив точки нарушения (при этом расстояние до боковой линии также не должно быть меньше 5 метров). Если же игра или пас вперёд стали результатом намеренного действия, назначается штрафной удар. В ситуации, когда подобное нарушение помешало соперничающей команде занести попытку, судья засчитывает ей штрафную попытку.
Продвижение к зачётной зоне соперника игроки проводят несколькими методами. Возможна передача мяча вперёд ударом ноги, однако принять такого рода пас может либо сам бьющий, либо игрок, находившийся в момент удара позади или на одной линии с бьющим. Развитие атаки становится возможным за счёт движения с мячом в руках. Наконец, атака может быть продолжена в рамках мола (англ. maul) — особой ситуации, когда игрок с мячом находится в плотном окружении одного или нескольких игроков от каждой команды. Отличие мола от рака заключается в том, что мол предполагает удержание мяча в руках игрока, в то время как в рамках рака мяч находится на земле. Подвергнуться захвату или раку может только владеющий мячом регбист.

### Оборона
Основной задачей обороняющейся команды является остановка игрока, владеющего мячом. На сопернике может быть произведён захват, в результате которого игрок будет сбит с ног — как правило, в этой ситуации назначается рак. Игрок, на котором был произведён успешный захват, должен отпустить мяч или отдать его товарищу по команде. Допускаются захваты любых частей тела, кроме шеи и головы. Захват считается полноценным, если проводящий его спортсмен смог сомкнуть руки вокруг тела соперника. Запрещается толкать соперника, атаковать его плечами или подставлять ножку. Захват ног владеющего мячом регбиста возможен. С другой стороны, игроки защиты могут организовать мол, борясь за мяч без захвата владеющего им регбиста.

### Элементы игры

#### Коридор
Мяч считается вышедшим в аут, если:
- снаряд покидает поле через боковую линию после удара по нему ногой;
- снаряд касается боковой линии или покидает поле после иного действия спортсменов;
- игрок с мячом наступает на боковую линию или покидает пределы поля;
- игрок, ловящий летящий мяч, наступает на боковую линию или покидает пределы поля[26].

Когда мяч выходит в аут, введение снаряда в игру осуществляется посредством розыгрыша коридора (англ. line-out) или быстрым вбрасыванием. Нападающие каждой команды выстраиваются в ряд, перпендикулярный боковой линии — ряды игроков располагаются в метре друг от друга и в 5—15 метрах от боковой линии. Мяч вбрасывается в коридор с боковой линии посередине между рядами игроков. Вброс проводится игроком (как правило, хукером) команды, не допустившей выхода мяча в аут. Исключением являются те ситуации, когда мяч вышел в аут после штрафного удара — тогда мяч вводит команда, пробивавшая пенальти.
За вбрасываемый мяч сражаются представители обеих команд. Игроки могут поднимать своих коллег, увеличивая их шансы на победу в эпизоде. На прыгающем игроке не может быть совершён захват, допускается только контакт плечо в плечо. Намеренное нарушение этого правила влечёт назначение штрафного удара в пользу команды пострадавшего.

#### Схватка
Схватка (англ. scrum) служит основой для продолжения игры после незначительных нарушений. Арбитр назначает схватку в тех случаях, когда имеет место пас или игра вперёд, игрок касается мячом земли в своей зачётной зоне или когда мяч окончательно блокируется в моле или раке. Если команда получила право пробить штрафной удар, игроки могут выбрать удар по воротам, свободный розыгрыш, удар в аут с последующим розыгрышем коридора или розыгрыш схватки.
Схватка представляет собой противоборство игроков нападения из обеих команд. Перед схваткой регбисты выстраиваются в три ряда, плотно прижимаясь друг к другу. В переднем ряду располагаются два столба (пропа) и хукер, второй формируют двое замков (лока) и двое фланкеров, в тылу построения располагается стягивающий нападающий. Данная конструкция известна под обозначением «3-4-1». После того как игроки занимают свои позиции, расположенные друг напротив друга построения соприкасаются. Полузащитник схватки (скрам-хав) снабжает регбистов мячом, помещая его в т. н. «туннель» (англ. tunnel) между соперничающими первыми линиями. Право введения мяча в схватку присуждается той команде, против которой были нарушены правила. Затем хукеры команд пытаются завладеть мячом ногами и передать его задним линиям — для этого хукер вместе со всем построением должен проделать несколько шагов вперёд. Другие участники схватки оказывают давление на противоположную сторону, пытаясь отыграть территорию. Когда команда овладевает мячом и он оказывается в распоряжении задней линии, стягивающий нападающий или полузащитник схватки забирает снаряд, и игра продолжается в стандартном режиме.

#### Рак
Рак (англ. ruck) начинается при контакте по меньшей мере двух игроков соперничающих команд при борьбе за мяч, находящийся на земле между ними. Часто рак является результатом захвата обладающего мячом игрока. Находящиеся в контакте регбисты, как правило, располагаются друг напротив друга и касаются плечами. К раку могут присоединиться другие игроки, однако в соответствии с правилами они должны вступить в борьбу из позиции позади отставленной назад ноги наиболее отдалённого от мяча товарища по команде. Иногда подобный игровой эпизод называют «прохождением сквозь ворота» (англ. "coming through the gate"). Участвующие в раке регбисты не могут использовать руки для завладения мячом. Каждая сторона стремится вытеснить противоборствующую и протолкнуть мяч назад с помощью ног — данное действие обозначается термином «ракинг» (англ. rucking). Не участвующие в раке или в моле игроки должны находиться за воображаемой линией офсайда (англ. offside line), которая проходит параллельно линии ворот на уровне отставленной назад ноги наиболее отдалённого от мяча товарища по команде.
Игроки стремятся присоединиться к борьбе и вступить в контакт с соперником как можно скорее. Когда рак сформирован, игроки обороняющейся стороны не могут использовать руки, и атакующим регбистам становится легче завладеть мячом. Защитники пытаются задержать розыгрыш мяча в рамках рака, так как дополнительное время позволяет лучше организовать дальнейшую оборону. Иногда защитники играют руками, накрывают мяч корпусом или сознательно падают на поле — арбитр может упустить эти нарушения из-за плотного контакта большого числа игроков. Вместе с тем правила предусматривают и вполне допустимый способ замедления розыгрыша в раке — встречный ракинг, когда защитники оказывают давление на нападающую сторону. Успешное овладение мячом обороняющейся команды обозначается термином «тёрновер» (англ. turnover — «опрокидывание»).
Возобновление активной игры после рака происходит быстрее, чем после мола.

#### Мол
Молом (англ. maul) называется ситуация, когда обладающий мячом игрок удерживается одним или несколькими соперниками, при этом сам игрок находится в контакте со своим товарищем по команде. Когда мол уже сформирован, новые игроки могут присоединиться к борьбе, как и в случае рака, только со стороны своих партнёров. Если в рамках мола в течение 5 секунд не происходит движения вперёд или мяч становится недоступным для игры, арбитр назначает схватку в пользу той команды, которая не владела мячом до начала мола. В случае, если арбитру не удаётся определить, какая из команд владела мячом, то мяч должна вводить та команда, игроки которой двигались вперёд перед остановкой мола. Если же ни одна из сторон не продвигалась вперёд, то мяч должна ввести команда нападения. Мол считается успешно завершённым, когда:
- мяч или игрок с мячом покидают мол;
- мяч оказывается на земле;
- мяч оказывается на линии ворот или за ней[34].

Линия офсайда имеет место и при розыгрыше мола — как и в случае рака, она проводится по отставленной назад ноге самого отдалённого от мяча игрока.

### Судьи
Работающая на матче бригада арбитров включает трёх специалистов: главного судью и двух его ассистентов. В прошлом основной функцией ассистентов было определение аута, однако затем компетенция боковых судей была расширена. Сейчас помощники помогают рефери в определении нарушений и регистрации положений вне игры. Кроме того, на матчах высшего уровня работает четвёртый судья — телевизионный инспектор или видео рефери (англ. video referee). Инспектор также консультирует рефери в некоторых спорных вопросах — сообщение осуществляется посредством радиосвязи. В регби утверждена система судейских жестов, с помощью которых главный арбитр информирует игроков о своих решениях.
Наиболее распространёнными нарушениями правил являются захват соперника выше плеч, нарушение схватки, рака или мола, удержание мяча после падения (оказавшийся на земле игрок обязан отпустить снаряд), нахождение вне игры. Если судья назначает штрафной удар в пользу одной из команд, регбисты могут выбрать один из способов реализации преимущества. При назначении пенальти игра может быть возобновлена после:
- схватки;
- тэп-кика (англ. «tap» kick), когда игрок несильно пробивает по мячу, может снова завладеть им и начать атаку;
- панта (англ. punt), когда игрок сильно пробивает по мячу, выбивая его в аут с последующим розыгрышем коридора, улучшая тактические возможности команды;
- плейс-кика (англ. place-kick), когда игрок пытается забить в ворота[38].

Нарушивший правила спортсмен может быть удалён с поля — в этом случае судья демонстрирует игроку красную карточку. Жёлтая карточка символизирует временное, десятиминутное удаление игрока с поля. Наказанный таким образом регбист не может быть заменён.
Некоторые нарушения остаются вне поля зрения арбитра. Подобные ситуации впоследствии рассматриваются комиссаром матча, по указанию которого нарушивший правила спортсмен может быть дисквалифицирован.

### Замены
Во время матча тренеры команд могут заменять игроков ввиду медицинских или тактических обстоятельств. Регбист, заменённый из-за травмы, не может вернуться в игру, если только он не был временно заменён для остановки кровотечения. Игрок, заменённый из тактических соображений, может временно заменить регбиста с кровотечением или полностью заменить нападающего первой линии. В матчах международного уровня тренеры вправе совершить семь замен. При соответствующем решении национальных федераций количество возможных замен в клубных соревнованиях может быть увеличено до восьми. При этом среди сменяющих регбистов трое должны обладать навыками и опытом игры на позициях нападающих первой линии.

## Позиции игроков
Каждая команда начинает матч с 15 полевыми и 7 запасными игроками. Состав команды включает восемь нападающих (англ. forwards) и семь защитников (англ. backs).

### Нападающие
Основной задачей игроков нападения является отбор и владение мячом. Нападающие, как правило, отличаются большими весом, ростом и силой. Атакующие спортсмены играют ключевую роль во время розыгрышей схваток и коридоров. В англоязычной среде подбор нападающих, в частности, их формацию в схватке, часто обозначают термином pack («свора»).

#### Первая линия
Первая линия нападающих формируется тремя игроками: двумя столбами (пропами, англ. prop) и хукером (англ. hooker). Столбы оказывают поддержку хукеру в схватке и в прыжке в момент розыгрыша коридора. Регбисты этого амплуа призваны обеспечивать силовое давление в рамках раков и молов. Позиция хукера является одной из основных в команде. Действия хукера определяют качество игры команды как в нападении, так и в обороне, при этом хукер ответственен за победу в схватке. Находящийся на острие атаки игрок также вводит мяч через коридор. Играющие на флангах пропы выступают под номерами 1 и 3, в то время как второй номер зарезервирован для хукера.

#### Вторая линия
Вторая линия атаки включает двух замко́в (форвардов второй линии или локов, англ. lock). Замки часто являются самыми высокими игроками команды и при розыгрыше коридора выполняют функции прыгающих. При введении мяча в игру из-за боковой линии поддерживаемый партнёрами лок совершает прыжок с целью поймать мяч или обеспечить его попадание к другому игроку своей команды. В рамках схватки замки находятся непосредственно позади трёх игроков первой линии: локи образуют связку и способствуют продвижению всего построения вперёд.

#### Задняя линия
Задняя линия нападающих включает двух фланкеров (англ. flanker) и стягивающего игрока (восьмого, «восьмёрку», англ. number 8). Регбистов задней линии также называют свободными форвардами (англ. loose forward). Фланкер, играющий на левом фланге, называется закрытым фланкером (блайндсайд-фланкер, англ. blindside flanker), а игрок правого фланга именуется открытым фланкером (оупенсайд-фланкер, англ. openside flanker). Фланкеры образуют последний ряд игроков схватки. Функции фланкера требуют от игроков данного амплуа особой подвижности, что обусловлено их основной задачей — отбором мяча у соперника. Восьмой игрок размещается между фланкерами в заднем ряду схватки. Его задача состоит в контроле мяча после того, как он передан назад игроками первых двух линий схватки. Во время атакующих действий команды в стандартном режиме игры восьмой выступает связующим звеном между игроками нападения и защиты.

### Защитники
Приоритетной задачей игроков защиты является создание и реализация результативных действий, приносящих команде очки. Как правило, защитники ниже и легче нападающих, что делает их в целом быстрее и проворнее форвардов. Игроки защиты обладают развитым навыком игры ногами, который, в частности, позволяет успешно пробивать удары с точки. Лучшими пробивающими в команде считаются блуждающий полузащитник (флай-хав) и замыкающий (фулбэк).

#### Полузащитники
Линия полузащитников образована из двух игроков: полузащитника схватки (скрам-хава, англ. scrum-half) и блуждающего полузащитника (флай-хава, англ. fly-half). Как и восьмой, скрам-хав осуществляет взаимодействие атакующих и обороняющихся игроков. Скрам-хав получает мяч при его введении из-за боковой линии, снабжает схватку мячом, а также забирает снаряд после её успешного розыгрыша. Ко всему прочему, скрам-хав может действовать в качестве четвёртого игрока задней линии атаки. Тактическое значение игры флай-хава сопоставимо с действиями плеймейкера в футболе — регбист этого амплуа во многом определяет эффективность всей командой игры. В большинстве случаев именно флай-хав получает мяч от скрам-хава после розыгрыша коридора или схватки. Таким образом, флай-хав определяет развитие атаки после введения мяча в игру. Блуждающий полузащитник нередко является основным исполнителем ударов по воротам в команде.

#### Трёхчетвертные
На линии трёхчетвертных располагаются четыре игрока: левый и правый крыльевые (англ. left wing — right wing), внутренний и внешний центровые (англ. inside centre — outside centre). Как и флай-хав, трёхчетвертные умело играют ногами и способны руководить атакой. В обороне центровые производят захваты атакующих игроков соперника, а в фазе нападения они, напротив, прорываются сквозь оборонительные построения защищающихся. Исходные позиции крыльевых расположены по краям задней линии поля. Винги играют важнейшую роль и в нападении, так как их основной задачей является занесение попыток в зачётную зону соперника. Как следствие, винги должны обладать большой скоростью и способностью ускользать от стремящихся перехватить мяч конкурентов. Тем не менее, в современном регби имеет место тенденция к подбору более крупных, сильных крыльевых, умеющих выйти из захвата.

#### Замыкающий
Замыкающий или фулбэк (англ. fullback) придерживается позиции в нескольких метрах позади задней линии поля. Фулбэк во многих случаях выступает в качестве последней преграды оппоненту на пути к зачётной зоне команды. Специфика игры в глубокой обороне делает для замыкающего необходимым владение навыками приёма и выбивания мяча.

### Названия позиций на официальных языках IRB
| №  | Название позиции на русском | Альтернативное название | Название на английском | Название на испанском | Название на французском          |
| -- | --------------------------- | ----------------------- | ---------------------- | --------------------- | -------------------------------- |
| 1  | левый столб                 | левый проп              | loosehead prop         | pilar izquierdo       | pilier tête libre                |
| 2  | отыгрывающий                | хукер                   | hooker                 | hooker                | talonneur                        |
| 3  | правый столб                | правый проп             | tighthead prop         | pilar derecho         | pilier tête prise                |
| 4  | левый замок                 | левый лок               | number-4 lock          | segunda línea         | deuxième ligne                   |
| 5  | правый замок                | правый лок              | number-5 lock          | segunda línea         | deuxième ligne                   |
| 6  | левый фланкер               | блайндсайд-фланкер      | blindside flanker      | ala lado ciego        | troisième ligne aile côté fermé  |
| 7  | правый фланкер              | оупенсайд-фланкер       | openside flanker       | ala lado abierto      | troisième ligne aile côté ouvert |
| 8  | стягивающий                 | восьмой                 | number 8               | número 8              | numéro 8                         |
| 9  | полузащитник схватки        | скрам-хав               | scrum-half             | medio scrum           | demi de mêlée                    |
| 10 | блуждающий полузащитник     | флай-хав                | fly-half               | apertura              | demi d’ouverture                 |
| 11 | левый крыльевой             | левый винг              | left-wing              | wing izquierdo        | ailier gauche                    |
| 12 | внутренний центровой        | инсайд-центр            | inside-centre          | centro interior       | premier centre                   |
| 13 | внешний центровой           | аутсайд-центр           | outside-centre         | centro exterior       | deuxième centre                  |
| 14 | правый крыльевой            | правый винг             | right-wing             | wing derecho          | ailier droit                     |
| 15 | замыкающий                  | фулбэк                  | fullback               | fullback              | arrière                          |

## Тактика игры
Разнообразие всевозможных игровых ситуаций в регби предполагает наличие большого количества тактических схем. При розыгрыше схватки игровое пространство условно разделяется на открытую (англ. open side, оупенсайд) и невидимую (англ. blind side, блайндсайд) стороны. Действие, происходящее на невидимой стороне, остаётся вне поля зрения большинства защитников обороняющейся команды, поскольку они преимущественно располагаются на более широкой открытой стороне. Если невидимая сторона достаточно велика для продвижения по ней двух нападающих, но в то же время большой размер открытой стороны позволяет оставить на невидимой всего одного защитника, становится возможным проведение атаки по невидимой стороне. Соответственно, нападение по открытой стороне даёт форвардам большее пространство для розыгрыша тактической схемы, но развитие атаки осложняется ввиду большего числа обороняющихся.
Часто высвобождение пространства для развития атаки производится с применением тактического рисунка Down the Middle («посередине»). Крупный бегающий игрок продвигается с мячом по середине поля вплоть до контакта с обороняющимся спортсменом. Предполагается, что подобная ситуация может привлечь ещё несколько защитников, и таким образом игроки флангов атаки получают большую свободу.
Тактика «Шампанское регби» (англ. Champagne Rugby) подразумевает максимально быстрое перемещение мяча по полю с применением дальних передач — данная схема требует участия наиболее быстрых игроков команды. Успешное исполнение тактического рисунка позволяет измотать соперника, обладающего худшей физической подготовкой. Игроки применяющей тактику команды должны избегать захватов со стороны оппонента и контактов в целом. Ключевым фактором успеха при этом является удержание мяча. Использование «Шампанского регби» характерно для валлийцев, сам же термин зародился в Новой Зеландии. Применение тактики делает игру более зрелищной и часто сопровождается аплодисментами зрителей, однако выбор именно этой тактической схемы сопряжён с существенным риском.
Тактика 15 Man Rugby («игра в 15 человек») является синтезом методов Down the Middle и «Шампанского регби». Вначале крупный форвард атакующей команды продвигается по середине поля. Войдя в контакт с соперником, нападающий передаёт мяч более быстрым товарищам по атаке. Используя широкий пас, они стремятся избежать контакта с конкурирующей стороной и совершить результативное действие. Считается, что лидером в применении данной схемы является сборная Новой Зеландии, которая, впрочем, испытывала проблемы в матчах с Англией и ЮАР, когда те использовали тактику 10 Man Rugby.
В схеме 10-man Rugby («игра в 10 человек») продвижение мяча к зачётной зоне соперника достигается благодаря успешному розыгрышу коридоров и игре ногами в исполнении блуждающего полузащитника. Стандартный вариант использования схемы включает следующие этапы:
- блуждающий полузащитник пробивает по мячу, стремясь выбить его за боковую линию;
- нападающие стремятся получить мяч в результате розыгрыша коридора;
- атакующая команда осуществляет продвижение мяча в рамках мола.

Когда атакующий потенциал мола становится исчерпанным, мяч вновь передаётся блуждающему полузащитнику, и цикл повторяется. Схема широко применяется в странах Северного полушария, что отчасти вызвано дождливой погодой Великобритании. Игра в 10 человек является менее зрелищной, чем другие способы игры. Представители команд Южного полушария негативно относятся к данной тактической схеме.

## Инвентарь и экипировка
Мяч для игры в регби имеет форму вытянутого эллипсоида. Длина снаряда не должна превышать 30 сантиметров, его поперечный обхват — 62, а продольный — 77 сантиметров. Исторически для изготовления мячей использовалась кожа, ныне при их создании применяются синтетические материалы. Современный регбийный мяч сшивается из четырёх пластин.
Комплект спортивной формы игрока включает регбийку, шорты, носки и шипованные бутсы, обеспечивающие хорошее сцепление с землёй в различных игровых ситуациях. Шипы, изготавливаемые из металла или пластика, должны быть лишены острых краёв. Спортсмены могут использовать дополнительную экипировку, параметры которой строго регламентируются. Одной из наиболее распространённых форм дополнительной защиты является капа — в некоторых странах её использование признано обязательным. Безопасность головы обеспечивается за счёт применения регбийного шлема, плечи игрока могут быть защищены с помощью тонких эластичных прокладок, щитки используются для предотвращения травм ног. Допускается ношение бинтов и тейпов, иногда используемых для профилактики ушных травм. Комплект экипировки спортсмена может включать митенки, которые не имеют защитных свойств, но позволяют лучше контролировать мяч. В женском регби разрешено использование экипировки для груди. Перед матчем арбитры проверяют соответствие экипировки игроков предъявляемым требованиям.

## История регби
Согласно одной из версий, происхождение регби связано с футбольным матчем, который состоялся в 1823 году в школе города Рагби (Регби). Во время игры один из учеников, Уильям Уэбб Эллис, схватил мяч руками и устремился к зачётной зоне соперника. В то время не существовало единых правил игры в футбол, и регламент матча 1823 года допускал касание и ловлю мяча рукой, однако перемещение со снарядом не допускалось. Несмотря на то, что свидетельства о поступке Эллиса отсутствуют, эта легенда укоренилась в регбийной культуре, а сам Эллис стал одним из символов игры. Главный трофей чемпионата мира по регби носит имя знаменитого ученика, кроме того, в 1895 году в школе был установлен памятный знак, посвящённый легендарному основателю регби. Впоследствии некоторые выпускники школы Рагби продолжали играть по новым правилам уже в ранге студентов университетов. Альберт Пелл, поступивший в Кембриджский университет, считается основателем первой местной команды по «футболу». На заре развития регби сообщества выпускников различных школ конкурировали за право утвердить в университетской среде именно свой свод правил игры.
Первая подтверждённая попытка кодификации правил регби состоялась в 1845 году силами учеников школы Регби. В 1848 году студенты Кембриджского университета выпустили свой проект правил, который стал первым единым регламентом проведения футбольных матчей. С выходом команды Блэкхит из числа участников английской Футбольной ассоциации в 1863 году начался новый этап разделения футбола и регби — сейчас «Блэкхит» считается первым регбийным клубом, членство в котором было доступно для всех любителей игры. Через несколько лет, в 1871 году был создан Регбийный союз Англии. В течение нескольких десятилетий игра была известна под названием «регби-футбол» (англ. Rugby football), однако в конце XIX века в регбийном сообществе Англии произошёл раскол. Некоторые клубы из северной части страны, объединявшие преимущественно наёмных рабочих, настаивали на своём праве выплачивать игрокам компенсации, поскольку спортсмены были вынуждены пропускать работу в воскресные дни, в то время как руководство Регбийного союза требовало от участников поддержания любительского статуса. Кульминацией конфликта стал выход оппозиционных команд из союза и создание свода правил для новой игры — регбилиг (англ. rugby league — «регбийная лига»). Правила регбилиг содержали ряд других отличий, не связанных с экономическими отношениями клуба и игрока. В частности, новый регламент предполагал наличие тринадцати, а не пятнадцати полевых игроков в каждой команде. В английский традиции за большим регби укрепилось название «регби-юнион» (англ. rugby union — «регбийный союз»), которое позволяло отличать игру от появившегося аналога. Впрочем, сейчас практически во всех странах мира слово «регби» обозначает именно исконный вариант игры.
Первый тестовый, то есть официально признаваемый всеми международными организациями, матч состоялся 27 марта 1871 года — в Эдинбурге встретились сборные Шотландии и Англии. К 1881 году сборные команды появились в Ирландии и Уэльсе, и с 1883 года четыре британские команды стали ежегодно разыгрывать Кубок домашних наций. В том же году был проведён первый турнир по регби-7 («Мелроуз Севенс»), разновидности регби, в которой команды представлены семью игроками, а матч проходит в два тайма по семь минут. Через пять лет общая сборная Британских островов отправилась в турне по Австралии и Новой Зеландии. Регбисты направились в Австралазию в частном порядке, однако затем путешествия британских регбистов стали традиционными. С 1920-х годов команда лучших спортсменов Англии, Ирландии, Уэльса и Шотландии известна под названием «Британские львы» (с 2001 года — «Британские и ирландские львы»). Также в 1888 году Соединённое королевство посетила сборная аборигенов Новой Зеландии. В 1886 году был учреждён Международный совет регби (англ. International Rugby Board, IRB), изначально объединивший валлийских, ирландских и шотландских спортивных функционеров. В 1890 году к совету присоединилась Англия, и лишь в 1949 году участниками стали Австралия, Новая Зеландия и Южная Африка. По-настоящему интернациональной и глобальной организация стала только в последней четверти XX века, когда её членами стали Франция, Аргентина, тихоокеанские регбийные державы и другие страны.
В 1905—1909 годах три сильнейшие сборные Южного полушария — Австралия (1908—1909), Новая Зеландия (1905—1906) и Южная Африка (1906—1907) — проводили турне в странах Европы и США. Зарубежные команды поразили хозяев новаторским стилем игры, высоким уровнем физической и тактической подготовки и превзошли все ожидания местных спортивных экспертов. Новозеландцы перед каждым матчем исполняли маорийский танец хака, впоследствии ставший одним из главных символов как национальной команды, так и регби в целом. Интересно, что во время матча команды с валлийцами игрок Уэльса Тедди Морган призвал болельщиков спеть национальный гимн Hen Wlad Fy Nhadau в ответ на действия новозеландцев. Тот матч стал первым в истории спорта случаем, когда начало соревнования сопровождалось исполнением гимна участника. В 1905 году на международной арене дебютировала Франция, сыгравшая с английской командой. В начале XX века регби было четыре раза представлено в программе Олимпийских игр.
В годы Первой мировой войны и послевоенный период крупные международные и клубные турниры не проводились. Тем не менее, некоторые регбийные матчи всё же проводились — к примеру, в 1919 году сборная новозеландской армии провела серию игр в Европе. Ещё более ожесточённые условия Второй мировой сильно ограничили регбийную географию. Даже в Италии, Германии, Румынии, продолживших поддерживать национальные сборные, прошло всего несколько матчей. В Великобритании единственными командами, не прекратившими выступления, стали регбийные клубы Оксфордского и Кембриджского университетов.
В 1973 году, в рамках празднования столетия Шотландского регбийного союза, был проведён первый турнир по регби-7, санкционированный официальными регбийными структурами. Хронология развития регби-7 тесно связана с историей большого регби, так как в отличие от ряда других разновидностей игры, контроль за малой версией игры осуществляет Международный совет регби.
С конца 1980-х годов география мирового регби стала стремительно расширяться, поскольку в 1987 году стартовали розыгрыши чемпионата мира по регби. Первый турнир был проведён в Австралии и Новой Зеландии, и первым победителем мирового первенства стала новозеландская команда. Участниками дебютного розыгрыша стали исключительно приглашённые на чемпионат команды, в большинстве своём составлявшие элиту международного регби. Тем не менее, в чемпионате не приняли участие сборные СССР, ЮАР (по политическим причинам) и Западного Самоа. В 1993 году был проведён первый всемирный чемпионат по регби-7, а в 1998 году данный вид спорта вошёл в программу Игр Содружества. С 2016 года регби-7 является олимпийским видом спорта.
Международный совет регби и другие регбийные организации последовательно отстаивали любительские принципы игры на протяжении большей части XX столетия. Впрочем, в 1995 году совет принял решение о придании регби «свободного» статуса и отмене всех ограничений на оплату труда спортсменов. При этом период, предшествующий переломному году, отмечен частыми обвинениями различных игроков и клубов в нарушении любительского кодекса. Одна из подобных жалоб была рассмотрена специальным комитетом британской Палаты общин. Несмотря на некоторые негативные эффекты, вызванные переходом на профессиональный уровень, новая система сделала возможным создание новых международных турниров, в частности, кубка Хейнекен в Европе и Супер Регби в Южном полушарии. В 1996 году был запущен Кубок трёх наций (ныне — Чемпионат регби), за который каждый год сражаются команды Австралии, Новой Зеландии, ЮАР, а с 2012 года — и Аргентины.

## Руководящие органы
Глобальное регулирование регби-15, регби-7 и ряда других регбийных дисциплин осуществляет Международный совет регби (World Rugby). Штаб-квартира основанной в 1886 году организации расположена в Дублине. Основной задачей совета является публикация правил игры и общий контроль за их соблюдением. С 2003 года под эгидой IRB выходит рейтинг национальных сборных по регби-15, редактируемый еженедельно. В 2013 году организация объединяет 118 национальных организаций, 100 из которых обладают статусом полного члена.
Совет обеспечивает проведение крупнейших международных соревнований, в том числе чемпионатов мира среди мужчин и женщин, чемпионата мира по регби-7, Мировой серии регби-7, юниорского мирового первенства, Всемирного трофея для юниоров, Кубка наций IRB и Тихоокеанского кубка наций. Совет определяет место проведения каждого из перечисленных турниров за исключением Мировой серии регби-7: турнир проводится на основании договорённостей с рядом национальных регбийных союзов.
Международное управление на региональном уровне осуществляют шесть организаций:
- Конфедерация африканского регби (англ. Confederation of African Rugby, CAR)[104];
- Азиатский регбийный союз (англ. Asian Rugby Football Union, ARFU)[105];
- Североамериканская и карибская регбийная ассоциация (англ. North American and Caribbean Rugby Association, NACRA)[106];
- Регби Европы (англ. Rugby Europe), бывш. Международная федерация любительского регби — Европейская ассоциация регби (фр. Fédération Internationale de Rugby Amateur – Association Européenne de Rugby, FIRA-AER)[107];
- Федерация регбийных союзов Океании (англ. Federation of Oceania Rugby Unions, FORU)[108];
- Южноамериканская конфедерация регби (исп. Confederación Sudamericana de Rugby, CONSUR)[109].

Так как Австралия, Новая Зеландия и ЮАР совместно организуют ряд соревнований (Чемпионат регби, Супер Регби), руководство их общими проектами осуществляет организация SANZAR. Аргентина, недавно присоединившаяся к числу сильнейших регбийных держав Южного полушария и не имеющая на данный момент представительства в SANZAR, вскоре может быть интегрирована в общую структуру.
Контроль за процессом развития регби в рамках отдельных государств или их частей осуществляют национальные регбийные союзы, сотрудничающие с IRB. Среди 26 экспертов совета 16 представляют Шотландию, Ирландию, Уэльс, Англию, Австралию, Новую Зеландию, ЮАР и Францию (каждый национальный союз делегирует в совет по два участника), по одному представителю имеют Аргентина, Канада, Италия и Япония. Шесть оставшихся мест занимают делегаты региональных регбийных ассоциаций.

## Международное распространение
Регби зародилось в Англии, и через некоторое время игра обрела популярность в Шотландии, Ирландии и Уэльсе. Дальнейшее распространение регби связано с деятельностью британских эмигрантов, военных и студентов, учившихся за рубежом. В 1872 году британские резиденты Гавра создали первый регбийный клуб на территории Франции. Спустя год аргентинские команды «Бэнкс» и «Сити» провели первый матч в истории страны.
По меньшей мере пять государств — Грузия, Новая Зеландия, Самоа, Тонга и Фиджи — признали регби в качестве национального вида спорта. Аналогичный статус игра имеет и в Уэльсе.

### Океания
В 1864 году регбийный клуб появился в Сиднее, крупнейшем городе Нового Южного Уэльса. История регби в Новой Зеландии началась в 1870 году, когда бывший студент лондонского Кристс Колледж Чарльз Манро познакомил с игрой местных жителей.
Игра весьма популярна в некоторых островных государствах Океании. Первое упоминание о фиджийском регби датировано 1884 годом: тогда на острове Вити-Леву состоялся матч между европейскими и фиджийскими солдатами. В 1924 году Фиджи впервые провела гостевой матч на Самоа. Уже через три года самоанцы учредили собственный регбийный союз. Важную роль в становлении регби на островах Тонга сыграли ирландские миссионеры, прибывшие в Океанию в 1920-х годах. Сборные Ниуэ, Островов Кука, Папуа — Новой Гвинеи и Соломоновых островов также выступают на международном уровне.

### Северная Америка и Карибы
В 1868 году регбийный клуб появился в Монреале. При участии канадцев регби появилось и в Соединённых Штатах: в 1874 году регбийный матч провели сборные университета Макгилла и Гарвардского университета.
Точная дата появления регби на Тринидаде и Тобаго неизвестна. В 1923 году жители островов основали свой первый клуб — «Нортерн». В 1927 году карибские регбисты собрали национальную команду, которая в 1933 году должна была отправиться в Британскую Гвиану. Однако турне было отменено, и в результате тринидадцы отправились на Барбадос, где регби было впервые представлено местной публике. Некоторые регбийные традиции имеют также Ямайка и Бермуды.

### Европа
Развитие регби в Европе имело во многом случайный характер. Британские сборные традиционно соревновались с командами Южного полушария, выступая против других европейских коллективов лишь изредка. Сборные второго европейского эшелона, лишённые сильных соперников, были вынуждены проводить собственные соревнования — подобная ситуация имеет место и ныне. Единственной сильной командой, регулярно игравшей с континентальными сборными в первой половине XX века, стала Франция. Интерес французов к другим представителям материка особо проявился в годы изоляции, когда британские команды исключили французов из Кубка пяти наций ввиду профессионализации регби в стране. Основными соперниками Франции в тот период были сборные Бельгии, Нидерландов, Германии, Испании, Румынии, Польши, Италии и Чехословакии. В 1934 году по инициативе Французской регбийной федерации была создана Международная федерация любительского регби (FIRA), объединившая национальные союзы, которые тогда не имели членства в IRB. В число основателей FIRA вошли итальянский, румынский, нидерландский, каталонский, португальский, чехословацкий и шведский регбийные союзы. Параллельно регби получило распространение в Советском Союзе. Согласно одной из версий, советское регби появилось в 1923 году, когда матч провели команды Общества физического воспитания трудящихся и Московского речного яхт-клуба (при этом некоторые неофициальные матчи проводились ещё в царский период). Другой источник сообщает, что первый в истории страны матч был проведён в 1933 году между командой Московского института физической культуры и московским «Динамо». Португальская сборная была создана в 1922 году, а первый розыгрыш чемпионата Португалии состоялся в 1927 году.

### Южная Америка
Наиболее успешной южноамериканской сборной является Аргентина, входящая в число сильнейших команд к югу от экватора. Аргентинский регбийный союз был основан в 1899 году. Среди других стран с богатой регбийной историей следует отметить Бразилию, в которой игра известна с конца XIX века, однако регулярные состязания стали проводиться в стране только в 1926 году. Примечателен состоявшийся тогда матч между командами «Сан-Паулу» и «Сантос». Процесс становления игры в Уругвае, подогреваемый энтузиазмом игроков Крикетного клуба Монтевидео, протекал достаточно медленно. Лишь в 1951 году стартовали розыгрыши национального чемпионата, в первом сезоне которого приняли участие четыре клуба. Регбийный союз Чили появился в 1948 году, а руководящая регбийная организация Парагвая была учреждена в 1968 году.

### Азия
Регбийные традиции многих азиатских стран восходят ещё ко временам могущества Британской империи. Индийцы знакомы с игрой с 1870-х годов, а первая местная команда — «Калькутта» — была основана в 1872 году. После вывода британских войск из этого региона индийское регби практически прекратило существование. И всё же годы расцвета регби в этой азиатской стране оставили отпечаток даже на европейской истории игры. Старейший в регбийном мире международный трофей, Кубок Калькутты, вручается победителям ежегодно проводимых матчей между сборными Англии и Шотландии. Регбийный союз Шри-Ланки был создан в 1878 году. Одним из главных успехов сборной Шри-Ланки стала победа во Всеиндийском кубке 1920 года. Регбийным властям Малайзии, как и их коллегам из Шри-Ланки, не удалось сохранить достоверных сведений о зарождении регби в стране. Известно, что первый матч на территории Малайзии состоялся в 1892 году, но официальной датой становления малайзийского регби считается 1922 год — тогда был проведён турнир HMS Malaya, названный в честь британского линкора. Родоначальником регби в Японии стал Гинносукэ Танака, получивший образование в Кембридже. Японский национальный союз начал деятельность в 1926 году. Важнейшим событием для японцев станет чемпионат мира 2019 года, который пройдёт в Японии. Относительно сильными сборными командами располагают Сингапур, Республика Корея, КНР и Филиппины. Особое положение среди азиатских регбийных союзов занимает гонконгская организация, оказывающая значительное содействие развитию регби-7 в Азии. С 1976 года в Гонконге проводится престижный турнир по этой разновидности игры.
С 1950-х годов регби начало обретать поклонников на Ближнем Востоке. Солдаты британских и французских вооружённых сил, занимавшие регион после Второй мировой войны, знакомили с игрой местных жителей. Когда военные покинули ближневосточные базы, регбийные клубы продолжили существование благодаря усилиям других европейцев, работавших вне военного сектора. Регбийный союз Омана действует с 1971 года, а султан Кабус бен Саид покровительствует деятельности института. Спустя год регбийный союз был создан в Бахрейне. С 1975 года в Дубае проводится международный турнир по регби-7. При всём этом ближневосточный регион имеет лишь незначительное представительство в IRB. В 2013 году в рейтинге организации представлены только Израиль и ОАЭ.

### Африка
В 1875 году британские солдаты привезли регби в южноафриканский Кейптаун. Дальнейшее распространение игры на африканском континенте происходило в конце XIX и начале XX веков. Часто любители игры придерживались расистских взглядов, не допуская до матчей представителей коренного населения. Темнокожие африканцы вследствие этого не проявляли интереса к игре и не проводили отдельных состязаний. Регби стало успешным не только в государствах Южной Африки, но и в соседней Родезии (ныне — Зимбабве). Регбийный союз страны был основан в 1895 году. Впрочем, с уходом колониальных властей популярность европейского спорта в Африке снизилась.
Сейчас регби является одним из ведущих видов в ряде стран с преобладанием темнокожего населения. В начале XXI века матчи сборной Мадагаскара проходили в присутствии 40 тысяч болельщиков. С 1999 года Намибия, регбийный союз которой функционирует с 1915 года, четырежды становилась участником финальной части чемпионата мира. Также в рейтинге IRB числятся Кот-д’Ивуар, Кения, Уганда и Замбия. Сборные ЮАР и Кении по регби-7, кроме того, входят в число двенадцати постоянных участников Мировой серии IRB.

## Ключевые соревнования
Главным международным состязанием по регби является Кубок мира, проводимый каждые четыре года среди мужских сборных команд. Действующими чемпионами мира являются южноафриканцы, выигравшие кубок мира в 2023 году. Первый розыгрыш этого турнира состоялся в 1987 году, первыми обладателями трофея лучшей команды мира — кубка Уэбба Эллиса стали новозеландцы, затем они повторили свой успех в 2011 и 2015 годах. В 1991 и 1999 годах титул сильнейших доставался австралийцам, а в 1995, 2007, 2019 и 2023 годах чемпионами становились представители ЮАР. Первой и единственной на данный момент командой из Северного полушария, выигравшей кубок мира, стала английская сборная — титул покорился британцам в 2003 году. Другими важнейшими международными соревнованиями являются Кубок шести наций и Чемпионат регби, за первенство в которых сражаются сильнейшие сборные Северного и Южного полушарий соответственно.
Кубок шести наций разыгрывается ежегодно между шестью европейскими командами: сборными Англии, Ирландии, Италии, Уэльса, Франции и Шотландии. В рамках сезона все команды проводят друг с другом по одной игре. Впервые борьба за кубок развернулась в 1883 году. Изначально за победу сражались только четыре сборные, представлявшие Британские острова, и турнир проводился под названием «Международный домашний чемпионат» (англ. Home International Championships). В начале XX века к числу участников присоединилась французская команда. С 1910 по 1931 год турнир был известен под названием «Кубок пяти наций». В 1931 году из-за разногласий между французскими спортивными чиновниками и представителями других регбийных союзов по вопросам профессионального характера игры сборная Франции была исключена из дальнейших розыгрышей. Среди других оснований подобного решения указывались низкие результаты команды и грубая манера поведения французов на поле. В 1939—1940 годах французы вновь пополнили состав участников Кубка, однако начавшаяся Вторая мировая война вынудила организаторов прекратить проведение турнира. Состязания ведущих команд Европы возобновились в 1947 году. Франция принимала участие во всех послевоенных розыгрышах Кубка, а в 2000 году шестым участником турнира стала сборная Италии. На данный момент между итальянцами и другими представителями европейской регбийной элиты всё ещё существует большая разница как в игровом, так и в организационном плане. К примеру, римская арена «Стадио Фламиньо», на которой итальянцы проводят домашние матчи, является наименьшим по вместимости стадионом Кубка шести наций. Победителем Кубка в 2013 году стала сборная Уэльса.
Лидеры регби Южного полушария соревнуются в Чемпионате регби, известном также под названием «Кубок четырёх наций». Первый розыгрыш турнира прошёл в 1996 году, и до сезона—2011 за главный приз чемпионата сражались три сборные: Австралия, Новая Зеландия и ЮАР. Эти команды в течение долгих лет занимают высшие строчки в международном рейтинге IRB, и многие эксперты рассматривали состязание трёх грандов в качестве сильнейшего международного чемпионата. Изначально турнир проводился по двухкруговой схеме, когда команда играла с каждым соперником дважды, дома и на выезде. В 2006 году была принята новая система проведения турнира, предполагавшая три соревновательных круга. Дважды, в 2007 и 2011 годах, то есть в годы проведения чемпионатов мира, организаторы возвращались к исходной схеме. Успешное выступление аргентинской команды на мировом первенстве 2007 года стало, по мнению ряда аналитиков, основанием для присоединения южноамериканцев к числу участников Кубка трёх наций. В 2009 организация SANZAR, ответственная за проведения турнира, направила в Аргентинский регбийный союз приглашение к участию в чемпионате с 2012 года. Дебют аргентинцев в турнире привёл к ряду изменений в регламенте чемпионата. В частности, теперь состязание проводится в два круга и носит официальное название «Чемпионат регби» (англ. The Rugby Championship).

### Регбийные турне
На заре развития международного регби частые встречи между сборными были невозможны из-за высоких транспортных расходов. Основной формой международных соревнований в этих условиях стали зарубежные турне, в рамках которых сборные отправлялись за рубеж стран и проводили там серию матчей с различными соперниками. Первые межконтинентальные матчи высокого уровня состоялись в 1888 году. Сборная Британских островов посетила Австралию и Новую Зеландию, а затем новозеландцы приехали в Европу. По традиции самым привлекательным для британцев местом проведения турне стали страны Южного полушария. Австралийцы, новозеландцы и южноафриканцы, в свою очередь, охотно посещали страны Европы. Турне, как правило, продолжались в течение нескольких месяцев, что было обусловлено дальностью путешествия и большим количеством проводимых встреч. Новозеландские туристы 1888 года покинули берега страны в июне и закончили играть только в августе 1889 года, проведя в общей сложности 107 матчей. Южные сборные играли с соперниками, представлявшими ту или иную страну, клуб или графство, в то время как северян встречали национальные сборные или сборные провинций.

### Регби как часть комплексных соревнований
Регби было представлено в программе Олимпийских игр 1900, 1908, 1920, 1924 годов. По правилам Международного олимпийского комитета Англия, Уэльс и Шотландия не могли соревноваться раздельно в рамках олимпийского регбийного турнира. Таким образом, была сформирована сборная Великобритании, которая разделила серебряные медали турнира 1900 года с Германией, а победителями стали французы. В 1908 году олимпийскими чемпионами стали представители сборной Австралазии. В 1920 и 1924 годах олимпийское золото доставалось американцам. В 2009 году члены МОК одобрили включение регби-7 в программу летних Олимпийских игр с 2016 года. Глава IRB Бернар Лапассе заявил, что олимпийское золото регбийного турнира станет «вершиной нашего вида спорта».
Регби-7 входит в программу Игр Содружества с 1998 года. Последним победителем турнира стала новозеландская команда, выигравшая уже четвёртый титул подряд. Также с 1998 года зрители Азиатских игр могли наблюдать за турнирами по регби-15 и регби-7. С 2006 года регби-15 было исключено из программы, а в 2010 году в число соревновательных дисциплин вошло женское регби-7. Победителем мужского турнира на Играх 2010 года стала сборная Японии, а женского — команда Казахстана.

## Женское регби
Несмотря на это сообщение[какое?], а также данные о женских соревнованиях во Франции и Новой Зеландии, одним из первых официально признанных матчей считается игра 1917 года между командами «Кардифф Ледис» и «Ньюпорт Ледис» на стадионе «Кардифф Армс Парк». Существует фотография, на которой запечатлена кардиффская команда. В последние тридцать лет женское регби переживает всплеск популярности. По данным IRB, женские регбийные клубы действуют более чем в 100 государствах, что сопоставимо с показателями мужского регби.
В 1983 был создан Женский регбийный союз, объединивший женские регбийные организации Британских островов. Союз является старейшей официально оформленной организацией в женском регби. В 1994 году появился новый Регбийный союз для женщин, выполняющий функции предшественника на территории Англии. Тогда же Ирландия, Уэльс и Шотландия учредили собственные организации схожего толка. Наиболее престижным соревнованием в женском регби считается чемпионат мира.

### Международные соревнования
Первый матч между женскими регбийными сборными был проведён в 1982 году в Утрехте: хозяйки принимали француженок. К 2009 году состоялось более шестисот международных матчей с участием более сорока женских сборных.
Розыгрыши женских чемпионатов мира стартовали в 1991 году. Первый турнир, проведённый в Уэльсе, выиграла сборная Соединённых Штатов. Второй всемирный турнир прошёл в 1994 году, и с тех пор титул чемпиона мира присуждается один раз в четыре года. Новозеландские регбисты стали победителями последних четырёх чемпионатов (1998, 2002, 2006, 2010).
На регулярной основе проводятся и другие соревнования. Кубок шести наций среди женских сборных проводится параллельно с состязанием мужчин. Победителем первого сезона в 1996 году стали англичанки, выигравшие турнир в общей сложности 13 раз. Представительницы Соединённого королевства становились чемпионками семь раз подряд (2006—2012).

## Разновидности регби
Совокупность двух наиболее популярных разновидностей игры — регби-15 и регбилиг — в англоязычных странах обозначается понятием регби-футбол (англ. rugby football). Манера игры едина для обоих видов, а различия в правилах касаются таких характеристик, как, например, количество полевых игроков, игровое время. Международное управление регбилиг осуществляется Международной федерацией регбилиг (RLIF). Существует множество других разновидностей игры, руководство которыми (за исключением пляжного регби) находится либо в ведении IRB, либо в компетенции RLIF. Весьма успешным видом спорта является регби-7, история которого началась в 1883 году в шотландском городке Мелроуз.
Международный совет регби обеспечивает международное взаимодействие спортсменов и организаций в большом регби, американ-флэг, мини-регби, регби-7, регби на снегу, тэг-регби, тач-регби и регби-10. Федерация регбилиг ответственна за проведения соревнований по титульному виду, мастерс-регбилиг (версии игры для пожилых людей), минилиг, модлиг, регби-9, регби-7, тэг-регби, тач-регби и колясочному регби. Турниры по регби-7 проводятся обеими федерациями, однако статус олимпийского вида спорта имеет вариант Международного совета регби.
Игра в регби часто носит жёсткий характер. Чтобы адаптировать условия игры для детских тренировок, были разработаны специальные правила, значительно снижающие риск получения травмы. В одном из видов «лёгкого» регби, тач-регби, традиционные захваты заменены символическим жестом: для того, чтобы завладеть мячом, достаточно коснуться соперника двумя руками. Подобный формат игры позволяет совместно соревноваться мужчинам и женщинам, как детского, так и зрелого возраста. В игре тэг-регби экипировка каждого регбиста дополнена поясом с двумя ярлыками-липучками. Отстёгивание одного из них признаётся равноценным захвату в большом регби. Ещё одно важное отличие тег-регби заключается в том, что удары по мячу ногой не допускаются. Мини-регби — специальная разновидность игры для детей. В матчах по правилам мини-регби участвуют только девять игроков от каждой команды. В то же время игры проводятся на меньшем по размеру поле. Американ-флэг-регби является ещё одной бесконтактной разновидностью игры, пригодной для проведения совместных матчей между мужчинами и женщинами. Правила игры были разработаны для школьников США. Особенностью мини-регби и американ-флэг-регби, отличающей их от тег-регби, является дифференциация правил для различных возрастных групп игроков. Старшие спортсмены используют в игре более сложные элементы.

### Влияние на другие виды спорта
Возникновение и эволюция регби способствовали появлению или трансформации некоторых других видов спорта. Американский футбол и канадский футбол и другие североамериканские игры схожего типа сформировались на основе ранних форм регби. Слово «регби» фигурировало в названии первых федераций канадского футбола. К примеру, деятельность по организации футбольных соревнований осуществляли Регбийный союз Онтарио (англ. Ontario Rugby Football Union) и Регбийный союз Квебека (англ. Quebec Rugby Football Union). Некоторые историки утверждают, что решающее влияние на формирование австралийского футбола оказали регби и другие игры, возникшие в английских общественных школах. Том Уиллс, один из пионеров этой спортивной дисциплины, был учеником школы города Рагби. Шведский футбол зародился на стыке футбольных и регбийных правил. Часть спортсменов использует для игры шарообразный мяч, в то время как другие футболисты применяют снаряд эллипсоидной формы. Сейчас соревнования по этому виду спорта не проводятся. В XIX веке регбийные матчи могли проводиться в том числе в реках и озёрах, и именно такие состязания, согласно распространённому мнению, послужили прототипом современного водного поло.
Создатель баскетбола Джеймс Нейсмит заимствовал всевозможные элементы других видов спорта, среди которых, возможно, было и регби. Очевидным сходством является порядок розыгрыша спорного мяча в баскетболе и розыгрыш коридора в регби. Сам Нейсмит играл в регби в годы учёбы в университете Макгилла. Колясочное регби (англ. wheelchair rugby), несмотря на название, имеет больше сходств с колясочным баскетболом, хоккеем и гандболом, нежели с английской игрой.

## Статистика
Согласно исследованию, опубликованному Центром международного спортивного бизнеса (англ. International Business of Sport) университета Ковентри в 2011 году, сейчас в мире насчитывается более 5 миллионов регбистов (учтены все разновидности игры, поддерживаемые IRB). По сравнению с предыдущим отчётом от 2007 года зарегистрирован рост показателя на 19 %. Указывается, что за рассмотренные четыре года регби стало на 33 % популярнее в Африке, на 22 % — в Южной Америке, а в Азии и Северной Америке рост составил 18 %. При этом в стратегическом плане развития IRB от 2010 года сообщается, что регби занимаются более 3,5 млн мужчин, женщин и детей.
Важнейшее событие в мире регби — чемпионат мира — непрерывно развивается с 1987 года. Первый розыгрыш турнира, собравший 16 участников, транслировался на 17 стран, и число телезрителей первенства превысило 230 млн. Матчи чемпионата в общей сложности посетили менее миллиона человек. В чемпионате 2007 года и турнирах, предшествовавших ему, приняли участие 94 сборные команды, а число проданных на игры билетов составило 3,85 млн.. Матчи первенства были показаны в 200 странах, и в сумме зрителями чемпионата стали 4,2 млрд чел.
Лидером мирового регби по числу матчей на высшем международном уровне является игрок сборной Новой Зеландии Ричи Маккоу. Капитан команды провёл 146 игр за «Олл Блэкс». Наибольшее число очков в международных играх заработал новозеландец Дэн Картер: на его счету 1360 баллов. В апреле 2010 года сборная Литвы, не участвующая в ведущих международных соревнованиях, установила мировой рекорд по количеству одержанных подряд побед. Прибалтийские регбисты сумели выиграть восемнадцать встреч подряд — последняя победа пришлась на игру с сербами. В то же время на высшем уровне лидерами по этому показателю являются новозеландцы и южноафриканцы, выигравшие по 17 встреч подряд. Крупнейший счёт в матче международного уровня был зарегистрирован 27 октября 1994 года, когда команда Гонконга обыграла соперников из Сингапура со счётом 164:13. Наибольшая разница в счёте была установлена в двух матчах 2002 года: японцы выиграли у Тайваня со счётом 155:3, а сборная Аргентины сломила сопротивление парагвайцев, заработав 152 безответных очка.

## Регби в культуре
Действие повести Томаса Хьюза «Школьные годы Тома Брауна», изданной в 1857 году, происходит в школе города Регби, произведение содержит описание регбийного матча. В 1940-х годах по мотивам повести был снят одноимённый фильм. В нескольких работах Джеймса Джойса, в том числе в романах «Улисс» и «Поминки по Финнегану», упоминается ирландская регбийная команда «Бектив Рейнджерс». В автобиографической работе автора «Портрет художника в юности» сообщается об игроке сборной Ирландии Джеймсе Мэйджи. В эпизоде «Приключение суссекского вампира» истории о Шерлоке Холмсе Артур Конан Дойль упомянул, что доктор Ватсон в прошлом выступал за регбийную команду «Блекхит».
В 1908 году Анри Руссо изобразил на своей картине Joueurs de football соревнующихся регбистов. Тематика регби затрагивалась и в работах других французских художников: игре посвящены Les Joueurs de football (1912) Альбера Глеза, Football. L’Equipe de Cardiff (1916) Робера Делоне и Partie de Rugby (1917) Андре Лота. В конкурсе рисунков и акварели на Олимпийских играх 1928 года победу одержал люксембуржец Жан Якоби с работой Rugby. В 1928 году французский композитор Артюр Онеггер написал оркестровую пьесу — симфонический момент № 2 «Регби» (H. 67) в которой по его словам хотел «выразить языком музыки все перипетии игры, ритм, краски матча, проходящего на Колумбийском стадионе…».
Кинокомедия A Run for Your Money, выпущенная компанией Ealing Studios в 1949 году, и фильм Grand Slam (1979) корпорации BBC Wales посвящены регбийным болельщикам. Игре посвящены спортивная драма «Такова спортивная жизнь» (This Sporting Life) британского режиссёра Линдсея Андерсона снятая по одноимённому роману Дэвида Стори в 1963 г.
Независимые картины Old Scores (1991) и Forever Strong (2008). Фильм «Непокорённый» (2009), основанный на книге Джона Карлина Playing the Enemy, повествует о событиях, произошедших на чемпионате мира 1995 года, и социальной ситуации в ЮАР после прихода Нельсона Манделы на пост главы республики.
Близ лондонского стадиона «Туикенем» расположена восьмиметровая бронзовая скульптура Джеральда Лейнга, изображающая розыгрыш коридора. Рядом с ареной «Миллениум» в Кардиффе располагается статуя чиновника от регби сэра Таскера Уоткинса. Скульптурные композиции посвящены игрокам Гарету Эдвардсу (Кардифф) и Дэни Крейвену (Стелленбос).

## Комментарии
1. ↑  Год проведения матча, в котором Уэбб Эллис, возможно, впервые пробежал с футбольным мячом в руках.
2. ↑  Год, в котором был опубликован первый официальный свод правил.
3. ↑  В англоязычных странах игра известна под разговорными названиями «раггер» (англ. rugger) и «футбол» (англ. football).
4. ↑  Официальный портал правил регби предлагает русскоязычный вариант «союз регби» (см.  Архивная копия от 23 апреля 2013 на Wayback Machine). Однако данная форма именования практически не используется.
5. ↑  Точка, с которой производится удар по воротам, находится на линии, которая проходит через точку занесения попытки и является параллельной к боковой линии поля.
6. ↑  Исключение составляет тот случай, когда игрок поймал мяч непосредственно после удара ногой соперника (исключая начальный удар или удар от ворот) после чего был немедленно схвачен соперником.
7. 1 2  Не следует путать заднюю линию поля (англ. back line) с задней линией игроков атаки (англ. back row).
8. ↑  Подразумевается, что данная схема является не самой зрелищной и сопряжена с относительно небольшим риском — см. Brown M., Guthrie P., Growden G.. Rugby for Dummies, 3rd Edition (North American Edition). Wiley & Sons, 2011, стр. 169—170.
9. ↑  англ. "the pinnacle of our sport"